# Jean VII de Fossé
Jean VII (ou XI) de Fossé, mort en septembre 1654, est un prélat français  du XVIIe siècle. Il est un neveu de Jean VI de Fossé, évêque de Castres de 1583 à 1632.

## Biographie
Jean de Fossé nait à Toulouse vers 1574 il est le fils et homonyme de Jean Fossé et de Cardone Portal. Il fait ses études à Toulouse où il obtient un doctorat en droit. Nommé conseiller-clerc au parlement de Toulouse dès 1607 il n'est sans doute par « reçu » avant 1620. Successivement chanoine grand archidiacre et prévôt de Castres, il est choisi comme  coadjuteur du diocèse lorsque Balthazar de Budos qui occupe cette fonction depuis 1616 est promu évêque d'Agde en 1626. Il nommé évêque titulaire  de Coronée (de) le 27 janvier 1627 et consacré comme tel en mars 1628  par l'évêque d'Albi.En 1632 il est nommé évêque de Castres en succession de son oncle.